# Bathyconchoecia lacunosa
Bathyconchoecia lacunosa är en kräftdjursart som först beskrevs av G. W. Müller 1908.  Bathyconchoecia lacunosa ingår i släktet Bathyconchoecia och familjen Halocyprididae. Inga underarter finns listade.